# 語順
語順（ごじゅん、英: word order）とは、文や句のなかで句や語が並ぶ順番。統語論では線形順序（英: linear order）ともいう。語順は、ただ一つに決まっていることもあれば、複数の語順が可能なこともある。
音声言語を使って会話をするとき、単語は、一つ一つ順番に発音される。音声言語では（手話と違って）二つの単語を同時に発音することはできない。このため、単語は、文のなかで時間の流れにそって並ぶことになる。これは、形態素や句など、語よりも小さい単位や大きい単位にも当てはまる。形態素も句も、一度に一つしか発音できないので、ある順番に並べて発音する必要がある。

## 語順の類型論
言語類型論では複数の語順が可能な場合には、そのうちの一つが基本語順 (basic word order)または支配的語順 (dominant [word] order)とされる。
ラテン語やフィンランド語は定型的な語順を持たない。しかし傾向として、前者が SOV 型、後者が SVO 型と見なせる。このように柔軟な語順で使用される言語は、文中における名詞の役割を表示する格を有するのが普通である。同様に語順が比較的自由な日本語では格助詞がこの役割を担っている。またハンガリー語やチェコ語のように、語順が主題・焦点など情報構造を示す手段となる言語もある。
同じくらいよく使われる語順が二つ以上あるために基本語順を一つに決められない言語にも、いくつかのタイプがある。オーストラリアのヌングブユ語のようにほとんど全ての語順が同じくらいよく使われる言語もあれば、ドイツ語やオランダ語で主節ではSVOが優勢だが従属節ではSOVとなるように、統語的環境によって基本語順が変わる言語もある。

### 主語・目的語・動詞の語順
他動詞節に現れる主語 (S: subject)・目的語 (O: object)・動詞 (V: verb) の3つの要素の語順を考えると3!＝6通りの可能性がある。他動詞の平叙文で主語と目的語の両方が代名詞でない完全な名詞句の場合では、6通りの語順全てが自然言語の基本語順として確認されているが、目的語が最初に来るOSV型とOVS型は珍しい。
Dryer (2011a) は世界1377の言語を調べ、可能な語順が複数ある場合には使用頻度によって基本語順を決めた。この調査によれば、SOV型が一番多く565言語、次いでSVO型が488言語であった。他の4つのタイプはいずれも100言語以下で、VSO型が95言語、VOS型が25言語、OVS型が11言語、OSV型が4言語であった。同じくらいよく使われる語順が二つ以上ある言語は189言語あり、これらは頻度によって基本語順を決定できないため Dryer は分類から排除した。
| 類型                     | 言語の数 |
| ------------------------ | -------- |
| 主語・目的語・動詞 (SOV) | 565      |
| 主語・動詞・目的語 (SVO) | 488      |
| 動詞・主語・目的語 (VSO) | 95       |
| 動詞・目的語・主語 (VOS) | 25       |
| 目的語・動詞・主語 (OVS) | 11       |
| 目的語・主語・動詞 (OSV) | 4        |
| 基本語順なし             | 189      |
| 計：                     | 1377     |

SOV型は世界中に分布しているが、中国・東南アジア・中東以外のアジアや、ニューギニアで特に支配的である。SVO型はサハラ砂漠以南のアフリカや、中国から東南アジア・太平洋西部にかけての地域、ヨーロッパに広く見られる。
- SOV型 - 日本語、琉球語、アイヌ語、ドイツ語、オランダ語、アルタイ諸語、インド・イラン語派、ドラヴィダ語族、チベット・ビルマ語派、ニヴフ語、ウィルタ語、ブルーシャスキー語、パーリ語、朝鮮語（韓国語）、アムハラ語、エスキモー語、チュクチ語、テュルク諸語、アイマラ語、ケチュア語、ナバホ語、ホピ語、バスク語、シュメール語、アッカド語、ヒッタイト語、エラム語など。
- SVO型 - 英語、フランス語、中国語（広東語などの諸方言や漢文を含む）、スペイン語、イタリア語、ポルトガル語、カタルーニャ語、ルーマニア語、ブルガリア語、現代ギリシア語、デンマーク語、スウェーデン語、ノルウェー語、タイ語、ラーオ語（ラオス語）、ベトナム語、ジャワ語、インドネシア語、マレー語（マレーシア語）、クメール語（カンボジア語）、スワヒリ語、現代アラビア語諸方言、ハウサ語、ヨルバ語、グアラニー語、ナワトル語など。
- VSO型 - 古典アラビア語、ヘブライ語、アラム語、フェニキア語、古代エジプト語、ゲエズ語、ゲール語、古典マヤ語、タガログ語、セブアノ語、イロカノ語、マオリ語など。
- VOS型 - フィジー語、ツォツィル語など。
- OVS型 - ヒシカリヤナ語など。
- OSV型 - シャバンテ語（英語版）など。

### 句レベルの語順
主語・目的語・動詞のような節レベルの要素だけでなく、句のレベルにも基本的な語順がある。
取り上げられることが多いのは以下のような要素の語順である。
- 接置詞（前置詞や後置詞）と、それが取る名詞句
- 名詞と、それを修飾する形容詞
- 名詞と、その所有者を意味する要素（属格名詞句など）
- 名詞と、それを修飾する関係節

それぞれの例の和訳から分かるように、日本語は、《名詞句 - 後置詞》、《形容詞 - 名詞》、《所有者 - 名詞》、《関係節 - 名詞》の語順となる。一方、英語は《前置詞 - 名詞句》、《形容詞 - 名詞》(前置修飾)、《名詞 - 関係節》(後置修飾)の語順であり、所有者に関しては所有者が代名詞または所有格（-'s）で表される場合は《所有者 - 名詞》、若しくは《名詞 - of(前置詞) - 所有者》となる。

## 句の語順
- 修飾語 + 被修飾語: 形容詞 + 名詞、副詞 + 動詞など。SOV 型に多い。
- 被修飾語 + 修飾語: 名詞 + 形容詞、動詞 + 副詞など。VSO 型に多く、SVO 型にも比較的多い。

日本語は総合的に見て常に「修飾語 + 被修飾語」の語順である。例えば、この「日本語は総合的に見て常に「修飾語 + 被修飾語」の語順である」と言う文を分析すると、
- 「である」 - 何が「である」なのか？
- 「語順である」 - どのような語順か？
- 「「修飾語 + 被修飾語」の語順である」 - どのような時そのような語順か？
- 「常に「修飾語 + 被修飾語」の語順である」 - どのような見地からか？
- 「総合的に見て常に「修飾語 + 被修飾語」の語順である」 - どの言語がそうなのか？
- 「日本語は総合的に見て常に「修飾語 + 被修飾語」の語順である」

と、常に修飾語（限定語・句）が被修飾語（被限定語・句）に先行する。「金を失くした！」を「失くした、金を！」と倒置するのは、話者が昂奮していてしどろもどろになっている時や、強調する効果を狙って意図的に行う時ぐらいしかない。

## 語順の非常に柔軟な言語

### 不連続構成要素(discontinuous constituent)
構成素が不連続であってもよい言語がある。
Wawirri kapirna panti-rni yalumpu(ワルビリ語)「私はそのカンガルーを槍で射るつもりだ」
カンガルー助動詞 槍で射る-非過去 その